# Schaap

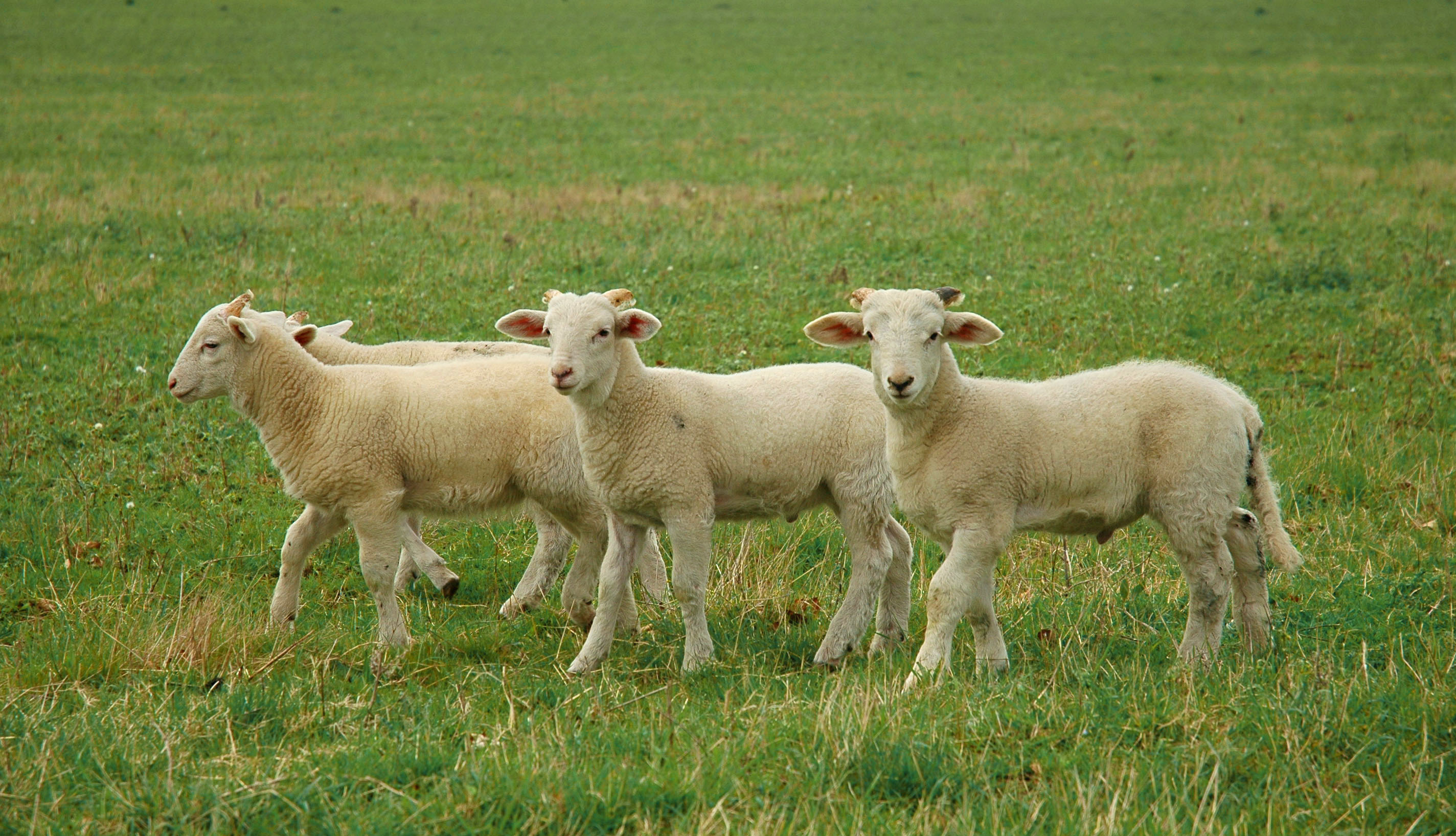
Lammeren

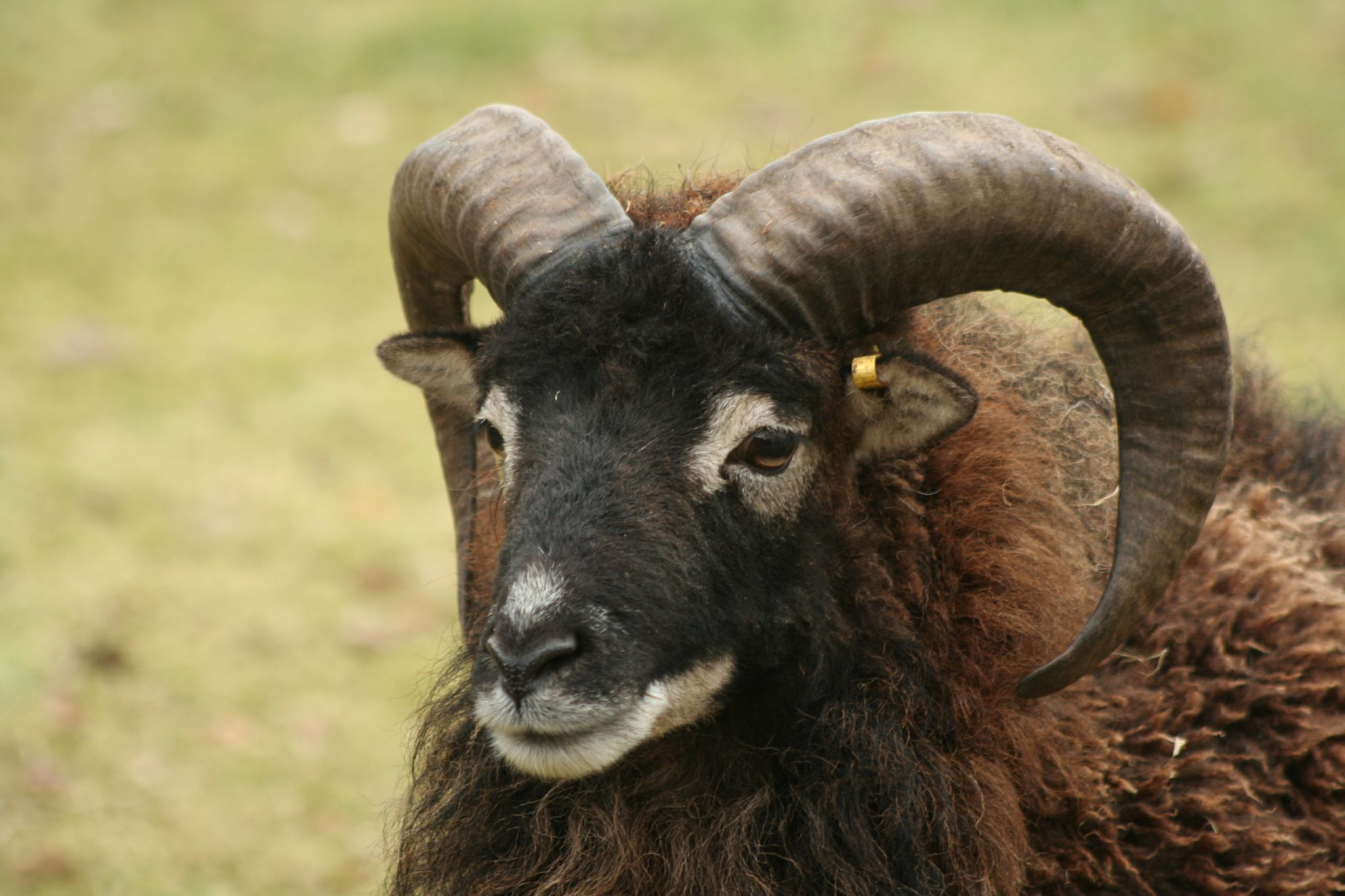
Soay

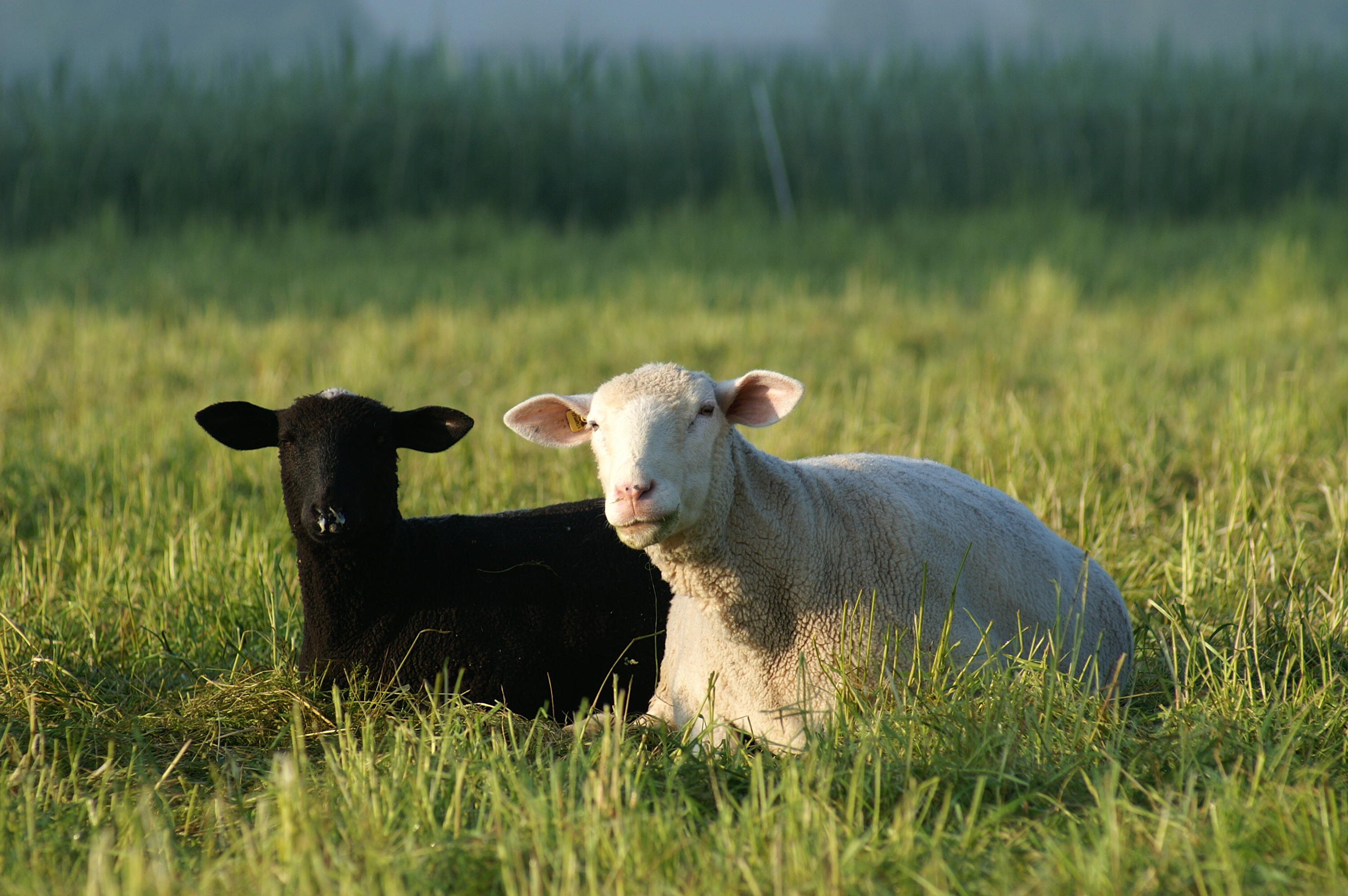
Een wit en een zwart schaap

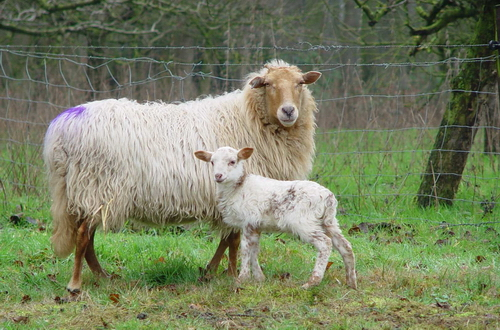
Drents heideschaap

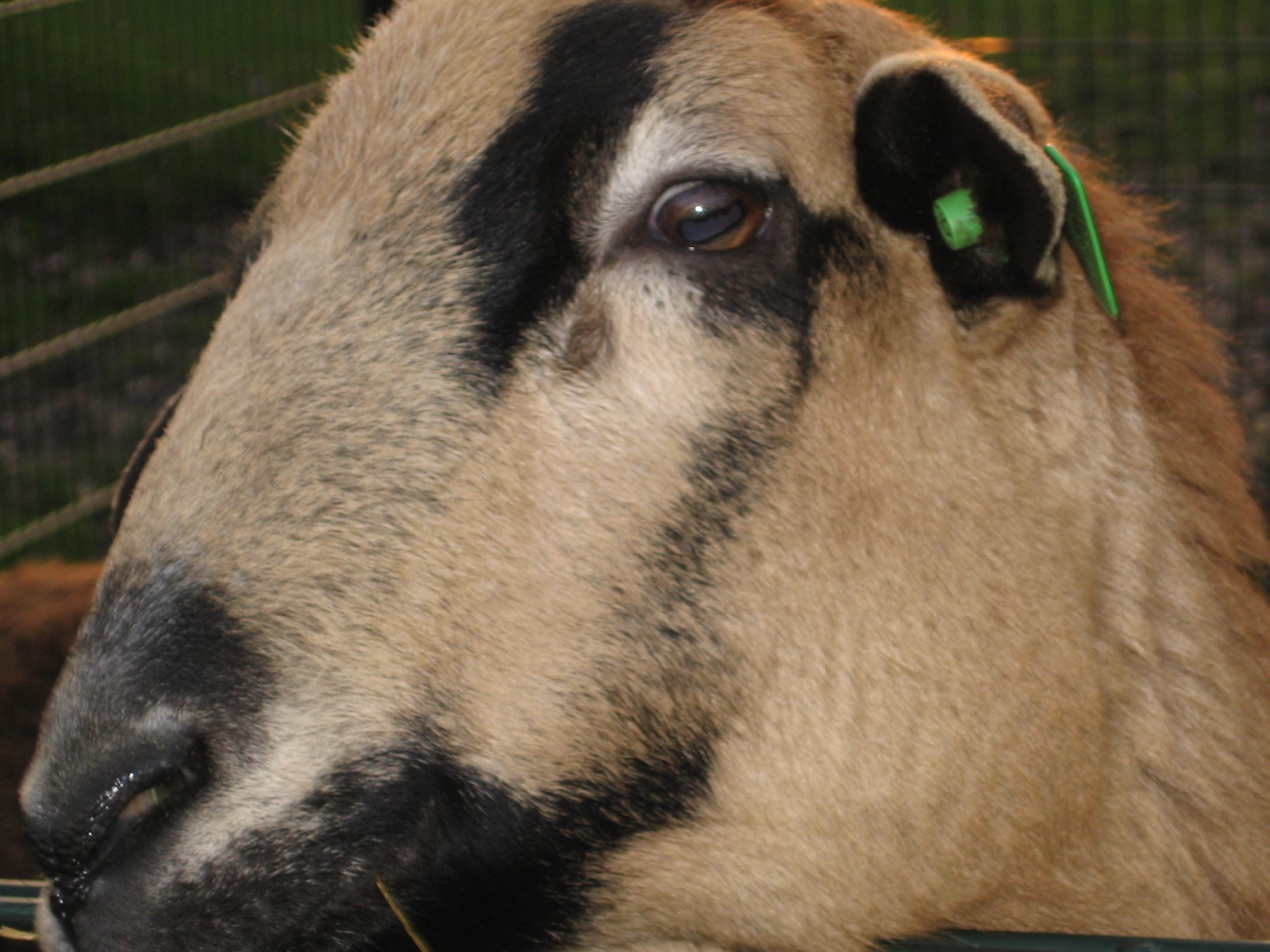
Barbados Blackbelly-schaap

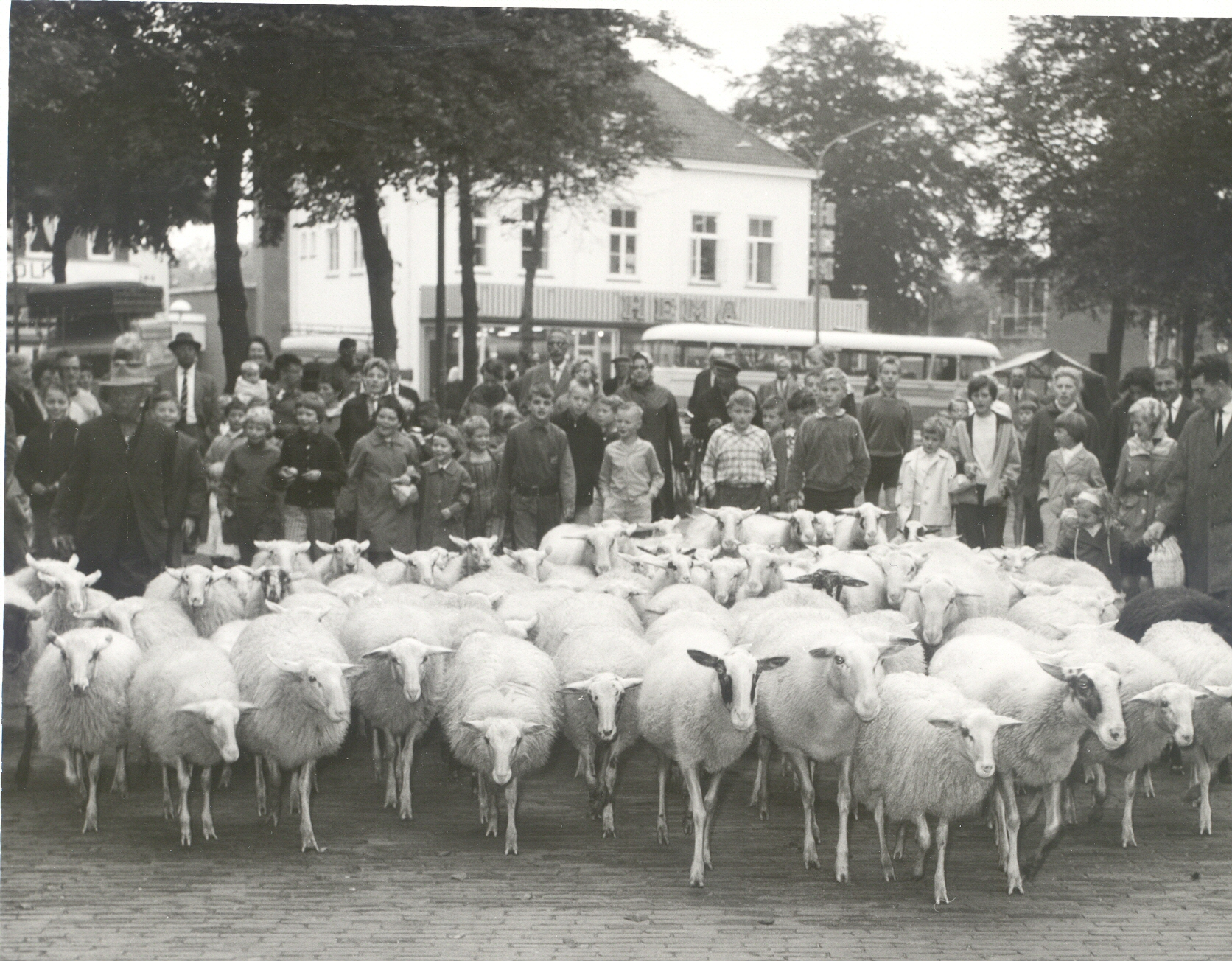
Schapenmarkt Ede, 1963

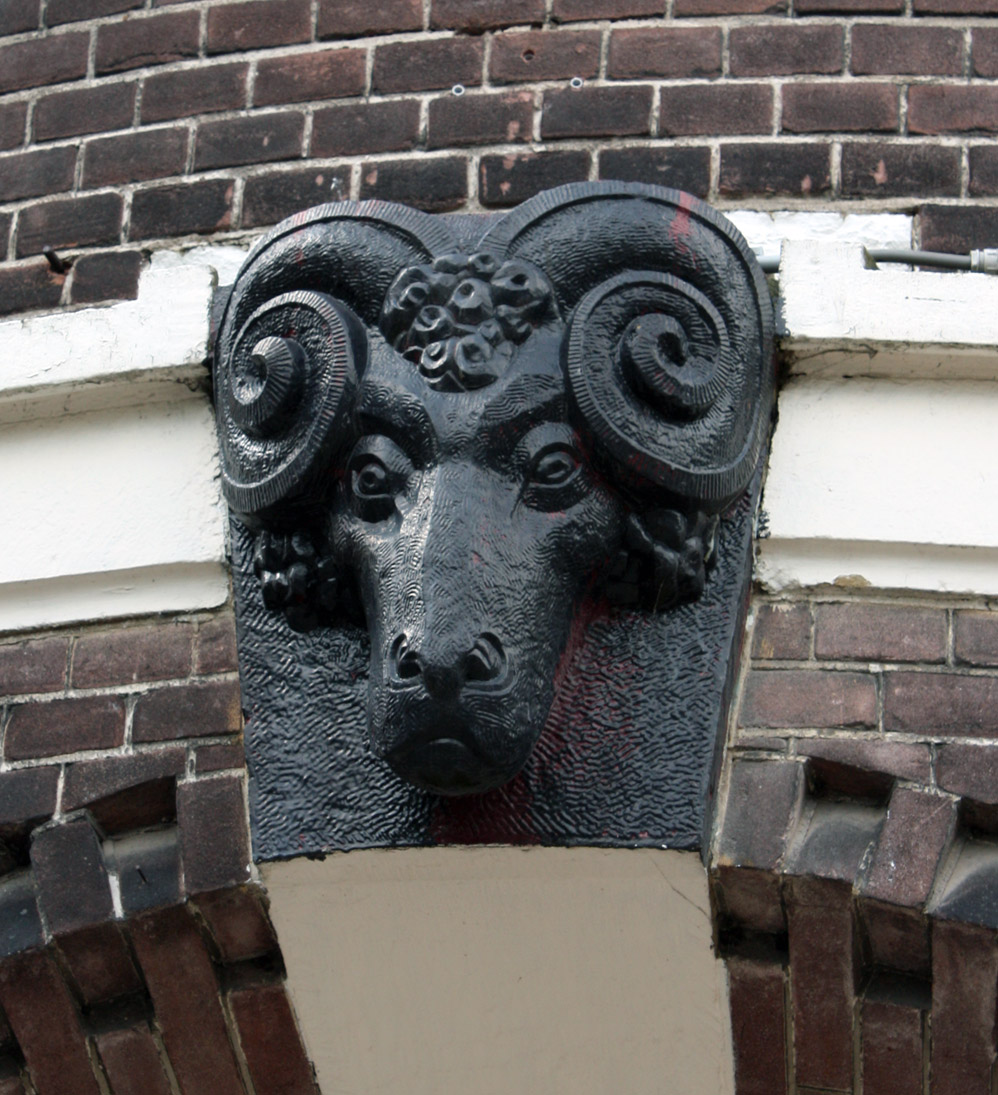
Gevelsteen van een ram door Wim Haver in Groningen, in de gevel van Astraat 1 (hoek Lage der A)

Het schaap (Ovis aries) is een evenhoevig zoogdier, dat door de mens is gedomesticeerd uit de moeflon (Ovis gmelini) om onder andere wol te leveren. De wetenschappelijke naam van dit taxon werd als Ovis aries in 1758 gepubliceerd door Carl Linnaeus. Het schaap is een herkauwer.
Bij schapen heet het mannetje een ram, het vrouwtje een ooi en het jong een lam. Een gecastreerde ram is een hamel. Een hamel is rustiger dan een ongesneden ram en wordt daarom van oudsher vaak als leider van een kudde gebruikt, met een bel om de nek: de belhamel.

## Leefwijze
Een schaap kan een leeftijd van 15 tot 20 jaar halen, maar dit komt in de praktijk zelden voor: meestal worden ze veel eerder geslacht. Op hoge leeftijd verliest een schaap zijn tanden en kiezen waardoor het niet meer goed kan eten. Schapen hebben 32 tanden en kiezen; ze hebben geen hoektanden en bovenaan geen snijtanden. Boven en onder hebben ze 6 voorkiezen en 6 kiezen, en alleen in de onderkaak 8 snijtanden. Die gebruiken ze om gras en kruidachtigen af te snijden, met een beweging zoals een tondeuse. Het grazen gaat dus heel anders dan bij de koe die het gras met zijn tong lostrekt. Een schaap eet daarom veel korter gras dan een koe, en een boer kan wel eerst koeien in een wei zetten en daarna schapen, maar nooit andersom.

## Nutsdier
Behalve voor de wol worden schapen ook gehouden voor hun melk en hun vlees, waarbij vooral het lamsvlees wordt gewaardeerd. De schapenmaag wordt gebruikt in traditionele gerechten als tripes en haggis. Uit schapendarmen werden condooms gemaakt, en ze worden soms nog gebruikt om de snaren voor violen en andere strijkinstrumenten te maken.
Het weiden van schapen op dijken heeft een belangrijke functie: de schapen trappen de grond vast en voorkomen dat er struiken en bomen op de dijk groeien die met hun wortels de dijk beschadigen. Hier komt de uitdrukking vier gouden pootjes en een gouden bekkie vandaan.
Vroeger was Nederland een schapenland, nu is Australië zo'n land: tegenover ongeveer 20 miljoen mensen staan op het zuidelijke continent 150 miljoen schapen. Bijna alle wol wordt uitgevoerd, en Australië is wereldwijd dan ook veruit de grootste wolexporteur. In Nederland nam het aantal schapen af van 1,7 miljoen in 1990, via 1,3 miljoen in 2000, naar 960.000 in 2014.

## Domesticatiegeschiedenis
Het gedomesticeerde schaap stamt af van wilde schapen uit het geslacht Ovis. Er bestaan verschillende soorten wilde schapen, waaronder de oerial en het dikhoornschaap. De meest waarschijnlijke voorouders van het gedomesticeerde schaap zijn de moeflon (Ovis gmelini) uit Zuidwest-Azië en waarschijnlijk ook de argali (Ovis ammon) uit Centraal-Azië. Alle schaapstypen zijn kuddedieren.
Het schaap werd, net als de geit, vroeger dan 7500 v.Chr. gedomesticeerd, en behoort tot de vroegst gedomesticeerde dieren. Vanuit het Midden-Oosten, waar het waarschijnlijk is gedomesticeerd, verspreidde het schaap zich over de rest van de wereld. De archeologische site Aşıklı Höyük in het moderne Turkije bevatte overblijfselen van menselijke bewoning tussen 10.500 en 9.500 jaar geleden. De dierlijke beenderen van de eerste 500 jaar behoorden tot wilde soorten: vis, hazen, schildpadden, herten en wilde schapen. De daaropvolgende 500 jaar neemt het aandeel van schapenbotten gestaag toe, tot op het einde bijna alle overblijfselen van schapen afkomstig zijn.
Schapen voldoen aan alle 6 de eigenschappen voor domesticeerbaarheid die de evolutionaire fysioloog Jared Diamond heeft vooropgesteld:
- flexibele en bescheiden eetgewoonten
- snel de volwassenheid bereiken
- in gevangenschap kunnen paren
- van nature zachtaardig (hoewel rammen agressief kunnen zijn, vooral tijdens de paartijd)
- bestand tegen de stress van gevangenname
- sociale structuur met sterk leiderschap

Een bijkomende gunstige eigenschap is dat schapen hun woonplaats onthouden, en de kennis van graas- en schuilplekken doorgeven op de volgende generatie; hierdoor kunnen schapen zelfs zonder afrastering gemakkelijk geweid worden.
Gewoonlijk trok een schaapherder rond met zijn kudde om overbegrazing te voorkomen. In het huidige Nederland en België zal men vanaf ongeveer het 5e millennium v.Chr. schapen zijn gaan houden. Het houden van schapen in afgezette weiden werd pas in het laat-middeleeuwse Europa gedaan. Het grazen op brinken en meenten is een tussenfase.

## Schapenrassen
Gericht fokken en natuurlijke selectie door uiteenlopende leefomstandigheden hebben in de loop der eeuwen tot 970 rassen geleid die alle in het Engels beschreven zijn. Zie ook lijst van schapenrassen voor een (onvolledig) overzicht.
De meeste schapenrassen betreffen gehouden dieren. Uitzondering, naast het moeflon, is het Soay-schaap. Hiervan leeft een wilde kudde op de Saint Kilda-archipel, ten westen van Schotland.
Sommige schapensoorten kunnen wel zes hoorns hebben, zoals het Hebridenschaap.

### Nederlandse rassen
Bij de Nederlandse rassen wordt onderscheid gemaakt tussen de heideschapen van de schrale heide en zandgrond, voornamelijk uit Oost-Nederland en Brabant, en weideschapen van de voedzamere kleigronden.

#### Heideschapen
Heideschapen zijn ontstaan op voedselarme gronden. Men liet de beesten overdag op ruige gronden grazen en dreef ze 's avonds bijeen in de potstal. Zo kon de mest worden verzameld en weer gebruikt worden voor de armetierige akkers. Mede door de ontwikkeling van kunstmest zijn de dieren overbodig geworden en worden sommige rassen met uitsterven bedreigd. Bij de heideschapen wordt onderscheid gemaakt tussen grote heideschapen zoals het Veluwse, het Kempense heideschaap en de Schoonebeeker en kleine heideschapen, met als enige vertegenwoordiger het Drentse heideschaap.

#### Weideschapen
Weideschapen zijn ontstaan op voedselrijke gronden, zoals op de zware klei langs de rivieren en langs de kust of in het mergelland, met zijn eigen specifieke, maar rijke vegetatie. Weideschapen zijn op te splitsen in rassen die voor het vlees worden gehouden zoals de Texelaar en rassen die voor de melk worden gehouden zoals het Fries en Zeeuws melkschaap. Andere bekende weideschapen zijn het Mergellandschaap en de zwartbles.

## Kleurig gevlekte schapen
Aan het eind van de herfst hebben de ooien in Nederland groene, blauwe, zwarte of rode vlekken op de vacht. Dit komt doordat in de herfst de rammen tussen de ooien worden losgelaten. De rammen krijgen een stempelkussen (een dekblok genaamd) op hun buik gebonden met rood, groen of blauw kleurkrijt. Als de ram de ooi bespringt om haar te dekken, kleurt het dekblok haar rug. Zo kan de boer nagaan welke ooien gedekt zijn en door welke ram. Ook kan hij zo in de gaten houden wanneer elk schaap moet lammeren, om tijdig maatregelen te kunnen nemen, want veel rassen hebben daar hulp bij nodig.

## Een schaap op zijn rug
Een schaap dat op zijn rug ligt en niet kan opstaan, noemt men een verwenteld schaap. Directe hulp is dan noodzakelijk, maar ondeskundige hulp kan leiden tot maagkanteling (maagtorsie), waardoor het dier in coma kan raken en kan sterven.

## Schapen en geiten
Schapen verschillen in meerdere opzichten van geiten onder meer door het ontbreken van een sik. Zij hebben ook niet de sterke geurklieren van geiten. Verder is de vorm van de hoorns van de mannetjesdieren anders; de hoorns van een volwassen ram draaien omlaag achter de oren langs, een volwassen geitenbok heeft rechte of licht gebogen hoorns.
Paringen tussen geiten en schapen komen regelmatig voor en leiden soms tot beginnende embryo's. Maar die worden al snel afgestoten. Toch verschijnt er jaarlijks wel een bericht over de geboorte van een dergelijke hybride die gaap of scheit wordt genoemd. Volgens wetenschappers is dat onmogelijk omdat het schaap 54 chromosomen heeft en de geit 60. Wel is het al in 1982 gelukt om gedeeltelijk ontwikkelde embryo's van beide soorten in het laboratorium samen te voegen en in de baarmoeder te laten uitgroeien. Dit levert echter geen kruising op, maar een chimeer: een lukrake samenvoeging van lichaamsdelen.

## Schaap in andere betekenissen
- Zowel inwoners van Dordrecht, Birdaard als van Lier worden ook wel schapenkoppen genoemd.